# The Brigand
The Brigand (bra: O Rei e o Aventureiro) é um filme de drama romântico e aventura americano de 1952 dirigido por Phil Karlson. É o segundo filme que Anthony Dexter foi feito pelo produtor Edward Small para a Columbia Pictures após sua estreia em Valentino.

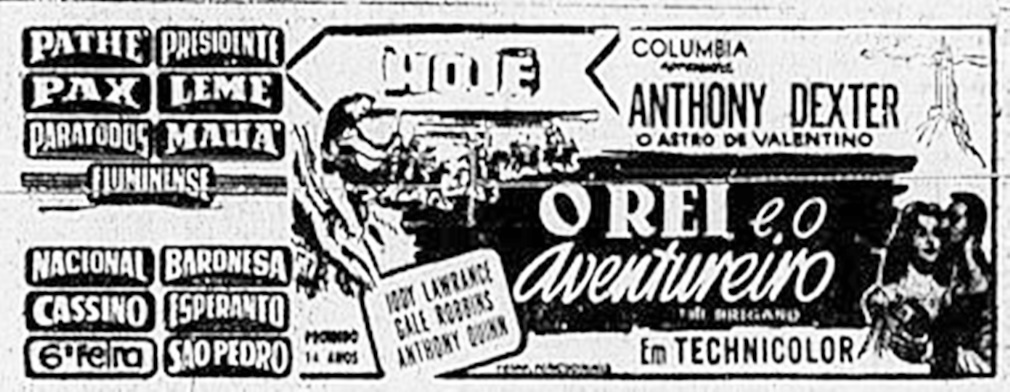
O filme Rei e o Aventureiro (The Brigand) na revista Correio da Manhã (RJ) no Brasil.

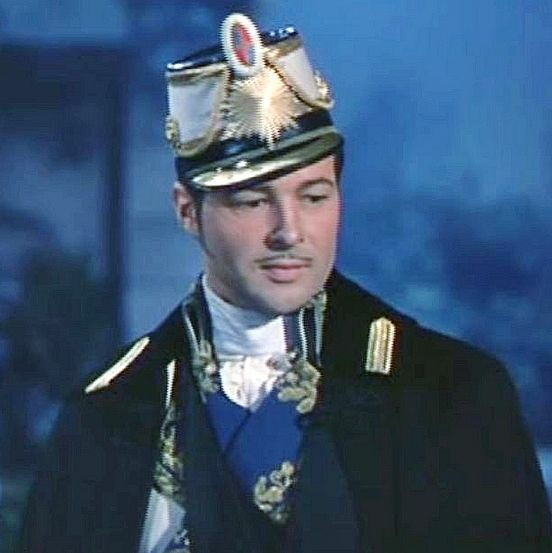
Anthony Dexter in The Brigand.

The Brigand foi lançado no Brasil com o título O Rei e o Aventureiro em 28 de Abril de 1953.

## Elenco
- Anthony Dexter como capitão Carlos Delargo / rei Lorenzo de Mandorra
- Jody Lawrance como princesa Teresa
- Gale Robbins como condessa Flora
- Anthony Quinn como príncipe Ramon
- Carl Benton Reid como primeiro-ministro Triano
- Ian MacDonald como maj. Schrock
- Lester Matthews como dr. Lopez
- Walter Kingsford como sultão do Marrocos
- Holmes Herbert como arcebispo